# アルコRSD-4形ディーゼル機関車

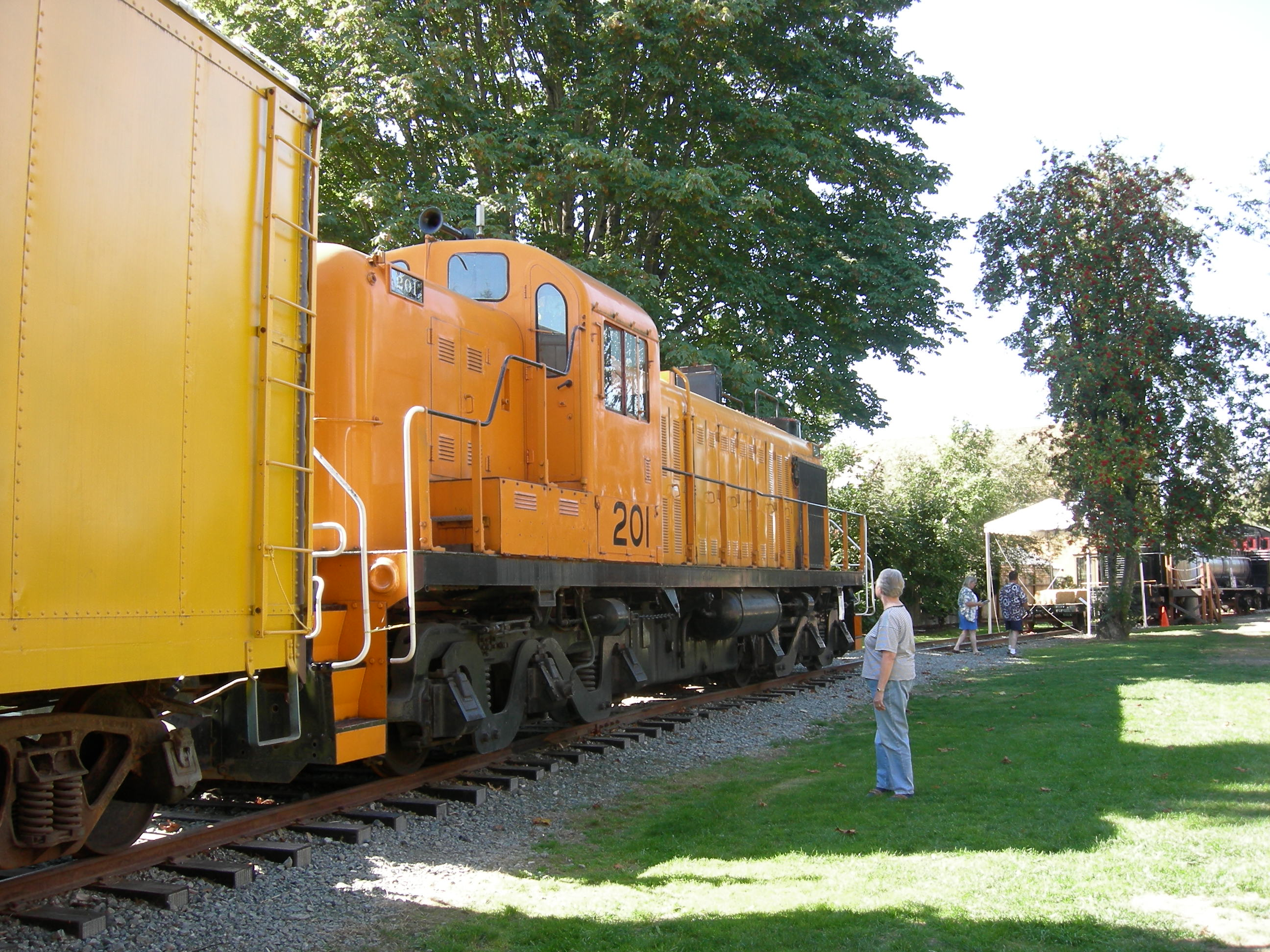
後部より

アルコRSD-4は、アメリカン・ロコモティブ（アルコ）が生産した車軸配置C-Cの電気式ディーゼル機関車である。

## 解説
本形式は、RSC-3をベースにA1A-A1Aの車軸配置をC-Cとしたものである。動軸数が4軸から6軸へと増えたことにより、低速での牽引力の増加と軸重の低減を果たした。発電機の容量不足を理由に翌年には製造中止となり、RSD-5に移行した。

## 保存車両
KCCで使用されていた201号がレストアされ、2007年よりノース・ウェスト鉄道博物館にて保存されている。

## 新製時の所有者
| 鉄道                                             | 両数 | ロードナンバー       | 備考 |
| ------------------------------------------------ | ---- | -------------------- | ---- |
| アッチソン・トピカ・アンド・サンタフェ鉄道(ATSF) | 10   | 2100-2109            |      |
| シカゴ・アンド・ノース・ウェスタン鉄道(CNW)      | 5    | 1515-1517、1619-1620 |      |
| ニュージャージー中央鉄道(CNJ)                    | 14   | 1601-1614            |      |
| ケネコット銅鉱会社(KCC)                          | 1    | 201                  | 保存 |
| ユタ鉄道                                         | 6    | 300-305              |      |
| 合計                                             | 36   |                      |      |